# Microdymasius honestus
Microdymasius honestus là một loài bọ cánh cứng trong họ Cerambycidae.